# Liechtensteiner-Cup 1961-1962
La Liechtensteiner-Cup 1961-1962 è stata la 17ª edizione della coppa nazionale del Liechtenstein conclusa con la vittoria finale del Vaduz, al suo undicesimo titolo e settimo consecutivo.
Della competizione è noto solo il risultato della finale.

## Finale
| Schaan | Vaduz | 4 – 0 | FC Schaan |  |